# Strafbefehlsverfahren (Deutschland)
Das Strafbefehlsverfahren ist im deutschen Recht ein vereinfachtes Verfahren zur Bewältigung der leichten Kriminalität durch einen schriftlichen Strafbefehl. Die Besonderheit des Strafbefehlsverfahrens liegt darin, dass es zu einer rechtskräftigen Verurteilung ohne mündliche Hauptverhandlung führen kann. Dies entlastet Gericht, Staatsanwaltschaft, Polizei und andere Behörden (die nicht als Zeugen geladen werden müssen), kann aber auch im Interesse des Beschuldigten liegen, da das Verfahren kostensparend, schnell und ohne Aufsehen erledigt wird. Nach aktuell herrschender Meinung muss die Schuld des Täters dabei nicht zur Überzeugung des Gerichts feststehen, sondern es genügt ein hinreichender Tatverdacht.

## Allgemeines
Durch Strafbefehl können nur Vergehen im Sinne des § 12 Absatz 2 StGB geahndet werden.
Als Rechtsfolgen der Tat kommen gemäß § 407 Absatz 2 StPO in Betracht:
- Geldstrafe (§ 40 StGB)
- Verwarnung mit Strafvorbehalt (§ 59 StGB)
- Fahrverbot (§ 44 StGB)
- Einziehung (§ 74 StGB)
- Vernichtung (nur in strafrechtlichen Nebengesetzen vorgesehen)
- Unbrauchbarmachung (§ 74d StGB)
- Bekanntgabe der Verurteilung (z. B. § 165, § 200 StGB)
- Geldbuße gegen eine juristische Person oder Personenvereinigung (§ 30 OWiG)
- Entziehung der Fahrerlaubnis (§ 69 StGB), wenn die Sperre für die Wiedererteilung gemäß § 69a StGB nicht mehr als zwei Jahre beträgt.
- Verbot des Haltens oder Betreuens von sowie des Handels oder des sonstigen berufsmäßigen Umgangs mit Tieren jeder oder einer bestimmten Art für die Dauer von einem Jahr bis zu drei Jahren
- Absehen von Strafe (§ 60 StGB).

Freiheitsstrafe bis zu einem Jahr kann festgesetzt werden, wenn der Angeschuldigte einen Verteidiger hat und die Vollstreckung der Strafe zur Bewährung ausgesetzt wird (§ 407 Abs. 2 Satz 2 StPO). Hat der Angeschuldigte bis dahin keinen Verteidiger, erklärt § 408b StPO die durch die Staatsanwaltschaft anvisierte Freiheitsstrafe zu einem Fall der Pflichtverteidigung bzw. notwendigen Verteidigung; dem Angeschuldigten ohne Verteidiger ist ein Pflichtverteidiger in diesem Fall durch das Gericht zu bestellen.
Bis 2017 war ebenfalls der Verfall eine mögliche Folge.

## Verfahren

### Antrag auf Erlass eines Strafbefehls
Den Erlass eines Strafbefehls beantragt die Staatsanwaltschaft (§ 407 Absatz 1 StPO) oder der Privatkläger, dem nach § 390 StPO dieselben Rechtsmittel wie der Staatsanwaltschaft zur Verfügung stehen, bei Gericht. Zuständig ist in der Regel der Strafrichter am Amtsgericht des Tatortes gemäß § 7.
Nach dem heutigen Gesetzeswortlaut der § 407 Absatz 1 und § 408 Absatz 1 StPO könnten Strafbefehle auch beim Schöffengericht beantragt werden. Gemäß § 25, § 28 GVG ist das Schöffengericht nur für Verbrechen oder für Vergehen, bei denen eine Freiheitsstrafe von mehr als zwei Jahren zu erwarten ist, zuständig. Daher können dort Strafbefehle mangels sachlicher Zuständigkeit nicht beantragt werden. Denn der Strafbefehl ist nur für Vergehen möglich und es darf höchstens eine Freiheitsstrafe bis zu einem Jahr festgesetzt werden, die zur Bewährung ausgesetzt werden muss. Zuvor konnte das Schöffengericht auch wegen der Bedeutung der Sache zuständig sein. Die Erwähnung des Schöffengerichts ist also nur noch rechtshistorisch zu begründen und derzeit rechtlich gegenstandslos. Dies gilt jedoch nur für Strafbefehle nach §§ 407, 408 StPO. Ein Strafbefehl nach § 408a StPO kann auch heute noch durch das Schöffengericht erlassen werden.
Gemäß § 408 StPO hat der Richter folgende Möglichkeiten auf einen Strafbefehlsantrag zu reagieren:
- Stehen dem Erlass des Strafbefehls keine Bedenken entgegen, hat er den Strafbefehl zu erlassen. Soll im Strafbefehl Freiheitsstrafe festgesetzt werden und hat der Angeschuldigte keinen Verteidiger, bestellt der Richter gemäß § 408b StPO dem Angeschuldigten zunächst einen Pflichtverteidiger.
- Hält der Richter den Angeschuldigten für nicht hinreichend verdächtig, lehnt er den Erlass des Strafbefehls durch Beschluss ab. Gegen diesen Beschluss kann die Staatsanwaltschaft sofortige Beschwerde einlegen, § 210 StPO. Beschwerdebefugt sind auch der Nebenkläger und (eingeschränkt) der Privatkläger, nicht hingegen der Verletzte und der Anzeigende, sofern er nicht gleichzeitig Nebenkläger ist.
- Der Richter beraumt die Hauptverhandlung an, wenn er Bedenken hat, ohne eine solche zu entscheiden, wenn er von der rechtlichen Beurteilung der Tat im Strafbefehlsantrag abweichen will oder wenn er eine andere als die beantragte Rechtsfolge festsetzen will. In diesem Fall hat er aber zuvor der Staatsanwaltschaft die Gelegenheit zu geben, Stellung zu nehmen und gegebenenfalls den Strafbefehlsantrag zu ändern.

### Erlass
Durch den Erlass eines Strafbefehls wird ein Beschuldigter zum Angeklagten (§ 157 StPO). Durch § 433 Absatz 1 Satz 1 StPO, der die Stellung eines Einziehungsbeteiligten regelt, brachte der Gesetzgeber zum Ausdruck, dass Rechtshängigkeit mit Erlass des Strafbefehls eintritt. Dies hat jedoch in der Praxis eine geringe Bedeutung, da der Strafbefehl bis zur Verkündung des Urteils im ersten Rechtszug durch die Staatsanwaltschaft zurückgenommen werden kann. Er steht einem Eröffnungsbeschluss gleich, den es angesichts des fehlenden Zwischenverfahrens allerdings nicht gibt.
Durch den Erlass bringt der Richter zum Ausdruck, dass er hinreichenden Tatverdacht bejaht. Dies entspricht der rechtlichen Voraussetzung für die Eröffnung des Hauptverfahrens im normalen Strafprozess.

### Zustellung
Die Zustellung des Strafbefehls an den Angeklagten ist erforderlich. Alternativ kann der Richter ihn auch einem Angeklagten persönlich übergeben. Die Pflicht zur Bekanntgabe des Strafbefehls ergibt sich aus § 35 Absatz 2 Satz 1 StPO. Der Angeklagte wird dadurch über den Tatvorwurf informiert. Zudem kann er sich entscheiden, ob er Einspruch einlegen möchte oder nicht.
Die Zustellung des Strafbefehls kann auch an den gewählten Verteidiger, dessen Vollmacht sich bei den Akten befindet oder den bestellten Verteidiger (§ 145a StPO) erfolgen. Mit der Zustellung an den Verteidiger gilt die Zustellung in einem solchen Fall auch gegenüber dem Angeklagten als bewirkt.
Durch eine ordnungsgemäße Zustellung beginnt die Frist zur Einlegung eines Einspruchs.

### Einspruch
Gegen einen erlassenen Strafbefehl kann der Angeklagte innerhalb von zwei Wochen nach Zustellung Einspruch einlegen. Der Einspruch kann schriftlich oder zu Protokoll der Geschäftsstelle eingelegt werden (§ 410 Absatz 1 StPO). Er muss innerhalb der Frist bei dem Gericht, das den Strafbefehl erlassen hat, eingegangen sein. Wird der Einspruch zu Protokoll der Geschäftsstelle eines anderen Amtsgerichtes eingelegt, trägt der Angeklagte das Risiko des rechtzeitigen Zugangs beim zuständigen Gericht, wenn er sich auf freiem Fuß befindet. Wer sich nicht auf freiem Fuß befindet, kann den Einspruch auch rechtzeitig bei dem Amtsgericht des Verwahrungsortes einlegen. In diesem Fall ist die Frist auch dann gewahrt, wenn der Einspruch erst später bei dem zuständigen Gericht eingeht (§ 299 StPO).
Der Einspruch muss nicht begründet werden.
Wird innerhalb von zwei Wochen nach der Zustellung kein Einspruch gegen den Strafbefehl eingelegt, wird der Strafbefehl rechtskräftig und steht einem Urteil gleich (§ 410 Absatz 3 StPO).
Verzichtet der Angeklagte noch vor Ablauf der Frist schriftlich auf Rechtsmittel (z. B. weil er eine Strafe wie etwa ein Fahrverbot möglichst früh antreten und damit früher beenden möchte), tritt bereits damit die Rechtskraft ein.
Das weitere Verfahren kann sich wie folgt gestalten:

### Verwerfung des Einspruchs durch Beschluss
Eine Verwerfung des Einspruchs durch einen Beschluss des Gerichts, das den Strafbefehl erlassen hat, sieht § 411 Abs. 1 S. 1 StPO für den Fall der Unzulässigkeit des Einspruchs, insbesondere wegen verspäteter Einlegung vor. Gegen diesen Beschluss steht dem Einspruchsführer das Rechtsmittel der sofortigen Beschwerde zu, über welches das Landgericht als Beschwerdegericht ebenfalls im schriftlichen Verfahren entscheidet. Daneben kann dem Angeklagten, der die Einspruchsfrist ohne eigenes Verschulden versäumt hat, nach den allgemeinen Regeln des Strafverfahrens Wiedereinsetzung in den vorigen Stand gewährt werden.
Bei Zweifeln an der Zulässigkeit des Einspruchs ist dieser zunächst als zulässig zu behandeln und die Hauptverhandlung durchzuführen. Wurde die Unzulässigkeit des Einspruchs übersehen oder für zweifelhaft gehalten und mit der Hauptverhandlung begonnen, entscheidet das Gericht in jedem Fall durch Urteil.

### Anberaumung eines Hauptverhandlungstermins
Erweist sich der Einspruch nicht von vornherein als unzulässig, ist grundsätzlich Termin zur Hauptverhandlung zu bestimmen und das Hauptverfahren durchzuführen. Die Staatsanwaltschaft kann die in dem Antrag auf Erlass des Strafbefehls liegende öffentliche Klage jedoch noch bis zum Beginn der Hauptverhandlung mit Zustimmung des Angeklagten zurücknehmen. Ebenso ist eine Einstellung des Verfahrens nach dem Opportunitätsprinzip möglich; insoweit gelten die allgemeinen Bestimmungen zu § 153 ff. StPO.

### Beschränkung des Einspruchs
Der Angeklagte kann den Einspruch auch auf bestimmte Rechtsfolgen beschränken (§ 410 Absatz 2 StPO). Beispiel: Der Strafbefehl enthält eine Geldstrafe und die Entziehung der Fahrerlaubnis nebst einer Sperrfrist von zehn Monaten. Der Beschuldigte kann, wenn er mit der Dauer der Sperrfrist nicht einverstanden ist, seinen Einspruch auf diese Folge beschränken. In der Hauptverhandlung wird somit nur über den angefochtenen Teil der Rechtsfolgen, hier über die Dauer der Sperrfrist, verhandelt und entschieden.

### Beschlussentscheidung über Tagessatzhöhe
Hat der Angeklagte seinen Einspruch auf die Höhe der Tagessätze beschränkt, kann das Gericht mit Zustimmung der Verfahrensbeteiligten in diesem Falle auch ohne mündliche Verhandlung durch Beschluss entscheiden (§ 411 Absatz 1 Satz 3 StPO). Auch gegen diesen Beschluss ist das Rechtsmittel der sofortigen Beschwerde statthaft.

### Hauptverhandlung
In der mündlichen Verhandlung ersetzt der Antrag auf Erlass eines Strafbefehls die Anklageschrift und der Strafbefehl selbst den Eröffnungsbeschluss. Die Beweisaufnahme ist entsprechend den Vorschriften über das beschleunigte Verfahren vereinfacht (§ 411 Absatz 2 Satz 2, § 420 StPO).
Anders als in normalen Strafverfahren, dem beschleunigten Verfahren oder dem Verfahren nach Anberaumung einer Hauptverhandlung gemäß § 408 Absatz 3 Satz 2 StPO braucht der Angeklagte in der Hauptverhandlung nach Einspruch gegen den Strafbefehl nicht selbst zu erscheinen. Der Angeklagte kann sich durch einen mit schriftlicher Vollmacht versehenen Verteidiger vertreten lassen (§ 411 Absatz 2 Satz 1 StPO). Das Gericht kann aber das persönliche Erscheinen des Angeklagten anordnen und notfalls erzwingen (§ 236 StPO).
Erscheint der Angeklagte trotz ordnungsgemäßer Ladung in der Hauptverhandlung nicht und ist er auch nicht ordnungsgemäß vertreten, wird der Einspruch durch Urteil ohne Verhandlung zur Sache verworfen (§ 412, § 329 StPO). Gegen dieses Urteil ist Berufung, Revision oder Antrag auf Wiedereinsetzung in den vorigen Stand möglich.
Der Angeklagte kann den Einspruch und die Staatsanwaltschaft die öffentliche Klage jederzeit vor Verkündung des Urteils zurücknehmen. Hat die Hauptverhandlung bereits begonnen, das heißt nach dem Aufruf der Sache durch das Gericht, muss der jeweilige prozessuale „Gegner“ der Rücknahme zustimmen. Erfolgt keine Zustimmung, muss über den Einspruch entschieden werden.
Das Gericht ist in der Hauptverhandlung nicht an Schuldspruch und Rechtsfolgen des Strafbefehls gebunden. Das Gericht kann – nach Erteilung eines Hinweises gemäß § 265 StPO – den Angeklagten wegen einer anderen, auch einer schwerwiegenderen Straftat als im Strafbefehl verurteilen (zum Beispiel wegen gefährlicher Körperverletzung gemäß § 224 StGB statt wegen einfacher Körperverletzung gemäß § 223 StGB) oder eine höhere Strafe festsetzen als im Strafbefehl vorgesehen war. Daher birgt die Einlegung eines Einspruchs für den Angeklagten immer ein gewisses Risiko. Das Gericht darf allerdings nicht die bloße Tatsache, dass der Angeklagte Einspruch eingelegt hat, zum Anlass für eine Erhöhung der Strafe nehmen.
Der Erlass eines Strafbefehls ist auch nach Erhebung einer Anklage möglich. Diese Verfahrensweise (§ 408a StPO) ist zulässig, wenn der Beschuldigte trotz ordnungsgemäßer Ladung nicht erscheint und die Voraussetzungen für den Erlass eines Strafbefehls (siehe oben) vorliegen. Diese Vorgehensweise ist auch für das Schöffengericht möglich, sofern höchstens eine Freiheitsstrafe von einem Jahr verhängt wird, die zur Bewährung ausgesetzt wird.

## Kosten
Entsprechend der Anlage 1 zum Gerichtskostengesetz werden für einen Strafbefehl ohne Hauptverhandlung Gerichtskosten in Höhe von
- 70 Euro (Geldstrafe bis 180 Tagessätzen oder Freiheitsstrafe bis zu 6 Monaten) oder
- 140 Euro (Geldstrafe über 180 Tagessätze oder Freiheitsstrafe über 6 Monate) erhoben.[6]

Wenn eine Hauptverhandlung stattfindet, entsprechen die Kosten denen eines normalen Strafverfahrens und betragen dann
- 140 Euro (Geldstrafe bis 180 Tagessätzen oder Freiheitsstrafe bis zu 6 Monaten) oder
- 280 Euro (Geldstrafe über 180 Tagessätze oder Freiheitsstrafe über 6 Monate).[7]

Wenn der Strafbefehl durch Einspruch nicht rechtskräftig wurde und sich das Verfahren danach anderweitig erledigt, insbesondere durch Klagerücknahme oder Einstellung, werden die Kosten in der Regel nicht erhoben.
Die Gerichtskosten haben nichts mit der Geldstrafe an sich zu tun. Sie fallen sogar an, wenn von Strafe abgesehen wird oder bei Verwarnungen mit Strafvorbehalt. Sie können jedoch im Gegensatz zur verhängten Geldstrafe nicht durch Ersatzfreiheitsstrafe abgegolten werden.
Die Gerichtskosten werden von dem Angeklagten nur erhoben, wenn er zur Kostentragung verurteilt wurde oder ihm die Kosten im rechtskräftig gewordenen Strafbefehl auferlegt wurden. Nach § 465 StPO sind dem Verurteilten die Kosten aufzuerlegen. Bei Freispruch oder Einstellung trägt die Staatskasse die Kosten (§ 467 StPO). Wird eine Kostenentscheidung versehentlich nicht getroffen, fallen die Kosten ebenfalls der Staatskasse zur Last.

## Anwendungsfälle
Das Strafbefehlsverfahren wird in der Praxis vor allem in Fällen der sogenannten Massenkriminalität angewendet. Typische durch Strafbefehle geahndete Delikte sind Verkehrsdelikte wie Trunkenheit im Verkehr, Unerlaubtes Entfernen vom Unfallort, Gefährdung des Straßenverkehrs oder Fahren ohne Fahrerlaubnis, Diebstahl (insbesondere Ladendiebstahl), sogenannte einfache Körperverletzungen gemäß § 223 StGB (also keine gefährlichen oder schweren Körperverletzungen), Sachbeschädigungen, Leistungserschleichung (sogenanntes Schwarzfahren in öffentlichen Verkehrsmitteln), Beleidigung (§ 185, § 194 StGB), Widerstand gegen Vollstreckungsbeamte gemäß § 113 StGB.
Oft angewendet wird das Strafbefehlsverfahren auch bei Steuerhinterziehung, wobei hier die Besonderheit besteht, dass statt der Staatsanwaltschaft auch die Bußgeld- und Strafsachenstelle des Finanzamts den Strafbefehl bei Gericht beantragen kann. Wird jedoch eine Hauptverhandlung durchgeführt, muss die Staatsanwaltschaft in der Hauptverhandlung anwesend sein, die Bußgeld- und Strafsachenstelle kann jedoch an der Hauptverhandlung ebenfalls teilnehmen. Die Vollstreckung des Strafbefehls schließlich obliegt auch bei Steuerstraftaten ausschließlich der Staatsanwaltschaft.
In der Praxis wird inzwischen die Mehrzahl der Strafverfahren im Strafbefehlsverfahren abgeschlossen, wenn sie sich dafür eignen.

## Sonderfälle
Im Jugendstrafrecht gelten folgende Besonderheiten: Gegen Jugendliche kann kein Strafbefehl verhängt werden, jedoch ist im sogenannten vereinfachten Jugendverfahren ein Urteil ohne Anklage aufgrund eines kurzen schriftlichen oder mündlichen Antrags der Staatsanwaltschaft möglich. Gegen Heranwachsende (18 bis einschließlich 21 Jahre) ist ein Strafbefehl bei Anwendung des Jugendstrafrechts nicht zulässig (vgl. §§ 109 Abs. 3, 407 Abs. 2 Satz 2 JGG). Gegen sie darf ein Strafbefehl nur dann erlassen werden, wenn das allgemeine Strafrecht anzuwenden ist (§ 109 Abs. 2, § 79 Absatz 1 JGG). Zuständig ist der Jugendrichter.

## Statistik
Die ca. 5 Millionen von Ermittlungsverfahren pro Jahr werden von der Staatsanwaltschaft wie folgt erledigt: 10 Prozent werden angeklagt, gegen 10 Prozent wird ein Strafbefehl nach § 407 StPO beantragt (540.000 bis 650.000 pro Jahr), 5 Prozent werden als Ordnungswidrigkeit an Verwaltungsbehörden abgegeben, 4 Prozent werden mit Auflage eingestellt. Wird eine Sache vom Gericht erledigt, wird gegen 45 Prozent der ca. 800.000 Beschuldigten pro Jahr ein Urteil gesprochen, gegen 4 Prozent nach Eröffnung der Hauptverhandlung ein Strafbefehl nach § 408a StPO erlassen (17.000 bis 27.000 pro Jahr), 12 Prozent werden mit Auflage eingestellt.

## Kritik
Laut dem Strafrechtsprofessor Matthias Jahn der Goethe-Universität Frankfurt am Main gibt es zwei Hauptprobleme beim Strafbefehlsverfahren:
- Das Strafbefehlsverfahren suggeriere, die Gerichte würden entscheiden. In Wahrheit entscheide aber die Staatsanwaltschaft. Der Amtsrichter überprüfe nur oberflächlich den Strafbefehlsantrag.[11]
- nur zwei Wochen Einspruchsfrist (dies sei einzigartig in der Strafprozessordnung). Ein Strafbefehl kann rechtskräftig werden, ohne dass der Strafbefehl inhaltlich ordentlich überprüft wurde.[12]

Die Amtsrichterin Lena Dammann führt aus:
- Es ist für einen Richter zeitlich vorteilhafter, einen Strafbefehl zu unterschreiben, als eine Hauptverhandlung durchzuführen. Denn eine mündliche Verhandlung kostet viel Zeit, meistens mind. 45 min. Bei Strafbefehl ohne Einspruch wird jedoch nur ca.  eine halbe Stunde die Akte geprüft, dann wird es rechtskräftig und man muss kein Urteil schreiben.[13]
- Für eine Verurteilung in einer Hauptverhandlung muss der Richter mit an Sicherheit grenzender Wahrscheinlichkeit überzeugt sein, dass der Angeklagte die Tat beging. Beim Strafbefehl reicht aber bereits hinreichender Tatverdacht.[14]